# Martin Elisson
Nils Martin Olof Elisson, född 22 juni 1980 i Örgryte, Göteborg är en svensk sångtextförfattare, kompositör och sångare. Han har med Bad Cash Quartet och Hästpojken släppt sammanlagt sex skivor där han också är frontman, textförfattare och kompositör. 

## Biografi
Martin Elisson är född och uppvuxen i stadsdelen Örgryte i Göteborg. Han slog igenom med bandet Bad Cash Quartet (1996-2004) redan i gymnasiet. Tillsammans släppte de skivorna Bad Cash Quartet (1998), Outcast (2001) och Midnight Prayer (2003) innan bandet splittrades 2004. Bandet återförenades för fyra spelningar 2019.
Martin Elisson är sångare och frontman i bandet Hästpojken som han startade tillsammans med Lars Malmros (Pop-Lars) trummis från Broder Daniel och Adam Bolméus, gitarrist från Bad Cash Quartet. Bandet släppte 2007 sin första singel, "Shane MacGowan" och den 30 januari 2008 släppte de sitt första album Caligula. Efter första skivan hoppade Pop-Lars av och Martin har efter det gjort ytterligare tre album tillsammans med Adam Bolméus, Från där jag ropar (2009), En magisk tanke (2013) samt Hästpojken är död (2018).
Martin Elisson är också textförfattare till Anna Järvinens Melodifestivalbidrag "Porslin" från 2013. Låten blev hyllad i pressen. Expressens musikskribent Anders Nunstedt skrev att Järvinens "schlagerdebut tillhör redan det bräckligaste och samtidigt finaste den här tävlingen sett" och Dagens Nyheters Hanna Fahl skrev att 'Porslin' var "som en Sonja Åkesson-inspirerad klassisk svensk visa.
Den 29 november 2013 var han gästartist i SVT:s På spåret.

## Diskografi

### Hästpojken

#### Album
- 2008 – Caligula
- 2009 – Från där jag ropar
- 2013 – En magisk tanke
- 2018 – Hästpojken är död[8]
- 2024 – River av ett liv

#### Singlar
- 2007 – Shane MacGowan
- 2008 – Caligula
- 2008 – Här har du ditt liv
- 2009 – Gitarrer & bas, trummor & hat
- 2010 – Jag e jag
- 2012 – Samma himlar
- 2013 – Sommarvin
- 2018 – Råttans år
- 2018 – Där vi möts
- 2024 – Min nya parfym
- 2024 – Himmel röd och blå

### Bad Cash Quartet

#### Album[9]
- 1998 – Bad Cash Quartet
- 2001 – Outcast
- 2003 – Midnight Prayer

#### Singlar
- 1996 – Drag Queen (b/w "I Dreamed a Dream", 7", Dolores Recordings)
- 1997 – Amuse You (b/w "Need Some Powerlead", CD, Telegram Records)
- 1997 – I Still Got My Shy Lips (b/w "Our Tragic Friendship", CD, Telegram Records)
- 1998 – Holiday in the Sun (b/w "Beergasm", CD, Telegram Records)
- 2001 – Big Day Coming (b/w "Outcast", CD, Big Day Records)
- 2001 – Too Bored to Die (b/w "On the Inside", CD, Telegram Records)
- 2001 – Heart Attack (b/w "You Talk a Hole in My Head", CD, Telegram Records)
- 2001 – Monday Morning (b/w "Can I Ever Be Calm", CD, Telegram Records)
- 2003 – Dirty Days (b/w "What Are You Waiting For", CD, Telegram Records)
- 2003 – Midnight Prayer (b/w "Can I Have Another Try", CD, Telegram Records)
- 2004 – Twenty Two (b/w "Put Me Back Together", CD, Telegram Records)